# فرودگاه پلیکان
فرودگاه پلیکان (به انگلیسی: Pelican Airport) یک فرودگاه خصوصی است که یک باند فرود آسفالت دارد و طول باند آن ۱۱۸۰ متر است. این فرودگاه در کشور کانادا قرار دارد و در ارتفاع ۶۲۸ متری از سطح دریا واقع شده است.